# Martin Balsam

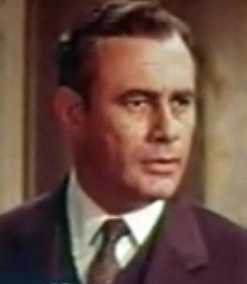
Martin Balsam în Ada, 1961

Martin Balsam (n. 4 noiembrie 1919, New York City, New York, SUA – d. 13 februarie 1996, Roma, Italia) a fost un actor american de film.

## Filmografie
- 1954 Pe chei (On the Waterfront), regia Elia Kazan (nemenționat)
- 1957 12 oameni furioși (12 Angry Men), regia Sidney Lumet
- 1960 Cu toții acasă (Tutti a casa), regia Luigi Comencini
- 1960 Psycho (Psycho), regia Alfred Hitchcock
- 1961 Micul dejun la Tiffany (Breakfast at Tiffany's), regia Blake Edwards
- 1962 Promontoriul groazei (Cape Fear)
- 1967 Hombre, regia Martin Ritt
- 1966 După vulpe (Caccia alla volpe / After the Fox), regia Vittorio De Sica
- 1969 Băieți buni, băieți răi (The Good Guys and the Bad Guys), regia Burt Kennedy
- 1970 Catch 22 (Catch-22), regia Mike Nichols
- 1970 Tora! Tora! Tora!, regia Richard Fleischer, Toshio Masuda, Kinji Fukasaku
- 1970 Micul om mare (Little Big Man), regia Arthur Penn
- 1971 Mărturisirile unui comisar de poliție făcute procurorului republicii, regia Damiano Damiani
- 1973 Il consigliori (Consilierii), regia Alberto De Martino
- 1974 Crima din Orient Express (Murder on the Orient Express), regia Sidney Lumet
- 1975 Corupție la palatul de justiție (Corruzione al palazzo di giustizia), regia Marcello Aliprandi
- 1975 Pentru un pumn de... ceapă (Cipolla Colt), regia Enzo G. Castellari
- 1976 Toți oamenii președintelui (All the President's Men), regia Alan J. Pakula
- 1977 Santinela damnaților (The Sentinel), regia Michael Winner
- 1980 Avertismentul (L'avvertimento), regia Damiano Damiani
- 1981 Salamandra (The Salamander), regia Peter Zinner
- 1990 Due occhi diabolici (Due occhi diabolici), regia Dario Argento și George A. Romero
- 1994 Tăcerea pieilor (Il silenzio dei prosciutti), regia Ezio Greggio